# RENDEZ-VOUS '98 ELECTRONIC NIGHT
「RENDEZ-VOUS '98 ELECTRONIC NIGHT」は、1998年7月14日にエッフェル塔前シャン・ド・マルス公園にてパリ祭のメインイベントとして行われた小室哲哉とジャン・ミッシェル・ジャール主催のコンサートイベントである。

## エピソード
- 1998年7月21日にフジテレビ721で編集版が放送された（後に「TK1998」に収録された）。
- 協賛として、フランス政府・パリが参加している[1]。
- ジャンはコンサートのテーマについて「飽くまでも市民のイベントとして開催し、入場料は無料にする」「僕個人のコンサートではなくテクノイベントにする。そのためにラップをはじめとする新しい音楽をやっている若手のDJ達と肩を並べて他のジャンルの音楽とミックスする。それを大勢の観客と分かち合いながら、一緒のステージを作り上げる」「文化や人種を分かち合うために、出演者の国籍は問わない」「1998 FIFAワールドカップの締めくくりであり、次の2002 FIFAワールドカップにつなげていく」としている[2]。
- 舞台演出には23もの巨大スクリーンを設置し、映像の内容は「ステージに上がった人全員が、リアルタイムで近未来風のトリップ映像にモンタージュする」構成に努めた。数十名のダンサーを迎え、「レ・ゼジャス」と呼ばれる竹馬の様な器具に乗ったパフォーマーが動き回り、巨大な風船の人形も上がった。その動きと花火と音をシンクロさせた[2]。
- インターネットでストリーム放送された。
- あらかじめジャンによってミキシング処理が施されたハードディスクドライブ内に用意されたトラック[3]を小室がその時の気分でミキシング・コンソールを操作することにより、音楽をDJの感覚でリアルタイムでリミックスを行う演出をみせた。生の音をイヤーモニターを通して管理し、その延長線上で観客の歓声をも素材としてミックスした。それにより会場全体の音圧を把握できて、ライブ感も掴みやすくなった[1]。
- 集まった観客は単純計算でも100万人は超えていたという[1]。

## セットリスト
1. EN ATTENDANT COUSTEAU
2. Rendez-vous 98 (Apollo 440 Remix)
  - 日本盤未収録。
3. TOGETHER NOW (Instrumental)
4. TOGETHER NOW -PARLEZ-VOUS FRANCAIS
5. OXYGENE 7 (DJ Cam Remix)
6. OXYGENE IN THE GHETTO (Rap sur Oxygene 4)
7. Eldorado (Japanese Mix)
  - TK1998では UNESCO THEME / JAPAN として収録。
8. OXYGENE 8 (Hani’s Oxygene 303)
9. PARIS UNDERGROUND
  - イベントのために小室がジャンのスタジオに自分の機材を持ち込んで制作した[4]。
  - 発表当時のタイトルは「NEW TK TRACK」であった[4]。
10. Oxygene 13 (TK Remix)
  - VHS未収録。
11. Oxygene 10 (Apollo 440 Remix Dub)
  - 日本盤未収録。
12. OXYGENE 10 -RESISTANCE D
13. OXYGENE 8 (Sunday Club)
14. OXYGENE 12
15. REVOLUTION, REVOLUTIONS
16. RAVE-OLUTION
17. EN ATTENDANT COUSTEAU

※ all music composed by JEAN MICHEL JARRE
※ except for「TOGETHER NOW」「TOGETHER NOW -PARLEZ-VOUS FRANCAIS」「UNESCO THEME / JAPAN」「PARIS UNDERGROUND」composed by JEAN MICHEL JARRE Featuring TETSUYA "TK" KOMURO

## サポートメンバー

### アピアランス
- DJ CAM（#5,17）
- CLAUDE MONNET（#8,17）
- RESISTANCE D（#12,17）
- DADOU KDD（#6,17）
- TRIGGA DA GAMBLER（#6,17）

### ヴォーカリスト
- マーク・パンサー （#4,17）
- 吉田麻美（#7,17）
- 富士原容子（#7,17）
- izumi（#7,17）

### ミュージシャン
- cliff hewitt（ドラムス）
- paul kodish（アコースティックギター）
- christophe papendieck（ベース）